# 欧托雷耶
欧托雷耶（法語：Autoreille，法語發音：[ɔtɔʁɛj]）是法国上索恩省的一个市镇，属于沃苏勒区。

## 地理
欧托雷耶（47°22'11"N, 5°48'40"E）面积9.98 平方千米，位于法国勃艮第-弗朗什-孔泰大區上索恩省，该省份为法国东部内陆省份，北起顺时针与孚日省、贝尔福地区省、杜省、汝拉省、科多尔省和上马恩省接壤。
与欧托雷耶接壤的市镇（或旧市镇、城区）包括：日村、阿夫里涅-维雷、沙尔塞讷、热济耶和丰特讷莱、潘村。

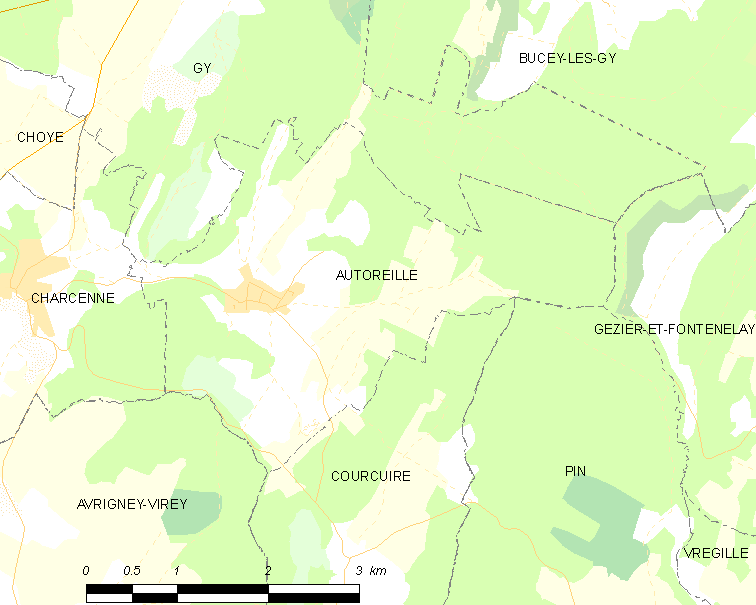
欧托雷耶的OSM定位图

欧托雷耶的时区为UTC+01:00、UTC+02:00（夏令时）。

## 行政
欧托雷耶的邮政编码为70700，INSEE市镇编码为70039。

## 政治
欧托雷耶所属的省级选区为马尔奈县。

## 人口

1962-2008年间欧托雷耶人口变化图示

欧托雷耶于2022年1月1日时的人口数量为384人。